# Stelios Haji-Ioannou
Stelios Haji-Ioannou (en griego: Στέλιος
Χατζηιωάννου, nacido el 14 de febrero de 1967, en Atenas, Grecia) es un empresario griego. Es el creador y dueño del grupo Easy, del cual Easyjet forma parte.
Educado en la London School of Economics y en la City University de Londres, empezó por crear una compañía de transporte marítimo en 1992, Stelmar con un préstamo de su padre, también armador. Después de una visita a los EE. UU., creó en 1995 EasyJet, inspirado por otra línea de bajo coste, Southwest Airlines.
Después del éxito espectacular de su empresa, la diversificó añadiendo una cadena de cibercafés, una empresa de tarjetas de crédito, una de alquiler de coches, hoteles...
En 2000, Easyjet salió a bolsa en la bolsa de Londres, en tanto que Stelmar lo hizo en la bolsa de Nueva York el año siguiente.
Su fortuna personal se estima en 650 millones de libras esterlinas. Vive entre Mónaco y Atenas.